# Пештани (Прилеп)
Пештани (мкд. Пештани) су насеље у Северној Македонији, у јужном делу државе. Пештани припадају општини Прилеп.

## Географија
Насеље Пештани је смештено у јужном делу Северне Македоније. Од најближег већег града, Прилепа, насеље је удаљено 30 km јужно (путем).
Пештани се налазе на северу високопланинске области Маријово, као једно од најзабаченијих, али и етнички најчистијих делова православног словенског живља на тлу Македоније. Насеље је положено јужно од планине Дрен, док се југоисточно издиже Селечка планина. Надморска висина насеља је приближно 680 метара.
Клима у насељу је планинска због знатне надморске висине.

## Становништво
По попису становништва из 2002. године, Пештани су имали 20 становника. Почетком 20. века ту је живело близу 300 становника.
Претежно становништво у насељу су етнички Македонци (100%).
Већинска вероисповест у насељу је православље.